# Лудвиг Витгенщайн
Лудвиг Йозеф Йохан Витгенщайн (на немски: Ludwig Josef Johann Wittgenstein) е австрийско-британски философ, работил най-вече в областта на логиката, философията на математиката, философията на съзнанието и философията на езика. Той е професор по философия в Кеймбриджкия университет от 1939 до 1947 година.
Приживе Витгенщайн публикува само една книга – своя „Логико-философски трактат“ (1921) от 75 страници, една статия, една рецензия и един детски речник. След смъртта му започва издаването на негови ръкописи. Публикуваните през 1953 г. „Философски изследвания“ в края на века са оценени като особено значима книга за съвременната философия. Философът Бъртранд Ръсел определя Витгенщайн като „най-съвършения пример, който ми е известен, на гений в традиционния смисъл, пламенен, задълбочен, силен и доминиращ“.
Роден във Виена в едно от най-богатите семейства в Европа, Лудвиг Витгенщайн се отказва от цялото си наследство. Трима от братята му се самоубиват, а и самият той обмисля да го направи. На няколко пъти прекъсва академичната си дейност – първо като фронтови офицер по време на Първата световна война, когато получава няколко награди за храброст, след това преподавайки в училища в отдалечени австрийски селца и накрая работейки инкогнито като санитар в лондонска болница по време на Втората световна война. Въпреки това той определя философията като „единствената работа, която ми носи истинско удовлетворение“.
Философията му често е разделяна на ранен период, характеризиран от „Логико-философския трактат“, и късен период, изразен във „Философски изследвания“. Ранният Витгенщайн се занимава с логическите връзки между твърденията и света и смята, че излагайки логиката, стояща зад тези връзки, е разрешил всички философски въпроси. Късният Витгенщайн отхвърля много от заключенията на „Логико-философския трактат“, твърдейки, че значението на думите е съставено от функцията, която те изпълняват в дадена езикова игра.

Влиянието на Витгенщайн се чувства в почти всяка област на обществените науки и хуманитаристиката, но в същото време съществуват силно различаващи се интерпретации на неговата философия. По думите на неговия приятел и колега Йеор Хенрик фон Вригт:
| „ | Той беше на мнение... че неговите идеи са като цяло неразбрани и изкривени дори от тези, които се обявяват за негови ученици. "Той се съмняваше, че ще бъде по-добре разбран в бъдеще. Веднъж каза, че се чувства, като че ли пише за хора, които биха мислили по различен начин, биха дишали различен въздух, от днешните хора.“ | “ |

## Биография

### Ранни години (1889 – 1914)

#### Произход и семейство
Семейството на Лудвиг Витгенщайн произхожда от градчето Бад Ласфе във Вестфалия. Неговият прадядо Моше Майер е евреин и управител на поземлени владения на местните графове Сайн-Витгенщайн. Той приема тяхното име с въвеждането на фамилните имена през 1808 година. Дядото на Лудвиг, Херман Кристиан Витгенщайн, става протестант и развива успешна търговия с вълна в Лайпциг, а след това и производство на мебели във Виена. Неговата съпруга Фани Фигдор, също приела протестантството еврейка, е първа братовчедка на известния цигулар Йозеф Йоахим. Двамата имат 11 деца, едно от които е Карл Витгенщайн (1847 – 1913), бащата на Лудвиг.
Карл Витгенщайн получава инженерно образование и създава стоманодобивно предприятие, което с времето се разраства и се превръща в централен участник във формирания австрийски металургичен картел, като в края на 80-те години на 19 век той е сред най-богатите хора в Европа. Този успех превръща семейство Витгенщайн във второто по богатство в Австро-Унгария, отстъпващо само на местния клон на рода Ротшилд. В края на века Карл Витгенщайн започва да инвестира значителни средства в чужбина, най-вече в Нидерландия, Швейцария и Съединените щати, което до известна степен предпазва неговите наследници от инфлацията, последвала Първата световна война и разпадането на Австро-Унгария, и през междувоенния период те все още разполагат със значително богатство. Той, както и съпругата му, е много музикален и всички техни деца са артистично и интелектуално надарени. Карл Витгенщайн е известен меценат и домът се посещава от много известни културни дейци, най-вече музиканти, между тях Йоханес Брамс и Густав Малер. По-късно Лудвиг ще се отнася критично към съвременните и авангардни композитори, казвайки, че „музиката е приключила с Брамс“.
Майка на Лудвиг Витгенщайн е Леополдине Калмус и е католичка. Нейният баща е чешки евреин, а майка ѝ е австрийка от словенски произход и единственият нееврейски близък предшественик на Лудвиг. Тази негова баба е и леля по майчина линия на икономиста и философ Фридрих Хайек. Лудвиг е бил кръстен в католическа църква и е погребан от своите приятели по католически обичай, въпреки че не е практикуващ католик.
Лудвиг Йозеф Йохан Витгенщайн се ражда в 8,30 часа на 26 април 1889 година в семейната резиденция на Алеегасе № 16 във Виена. Той е едно от осемте достигнали зряла възраст деца в семейството и има три сестри – Хермине, Маргарет (Гретъл) и Хелене – и четирима братя – Йоханес (Ханс), Курт, Рудолф (Руди) и Паул. Трима от неговите четирима братя се самоубиват, докато Паул, който е концертиращ пианист, успява да продължи кариерата си дори след като губи дясната си ръка по време на Първата световна война.

#### Прогимназията в Линц
До 1903 г. Лудвиг се обучава вкъщи, след което учи три години в прогимназията (Realschule) в Линц, училище, наблягащо на практическите дисциплини. По същото време там е учил и Адолф Хитлер, който е на същата възраст. Австралийският писател Кимбърли Корниш твърди, че двамата могат да бъдат разпознати на обща снимка на учениците. Въпросът дали Хитлер и Витгенщайн са се познавали и дали по-късно са имали някакъв спомен един за друг, е предмет на спорове.

#### Университетско образование
През 1906 г. Лудвиг Витгенщайн заминава да учи машинно инженерство в Техническото висше училище (Hochschule), Берлин, а през 1908 г. се премества в Манчестър, за да подготвя своя докторат. За тази цел се записва като студент в инженерна лаборатория, където изследва поведението на аеростати в горните слоеве на атмосферата. След това той проектира самолетно витло с малки реактивни двигатели в краищата на перките, като успешно изпитва негов прототип.
По време на своите изследвания Витгенщайн проявява интерес към основите на математиката, най-вече след прочитането на „Принципи на математиката“ на Бъртранд Ръсел. В Германия той се среща неколкократно с Готлоб Фреге, който в предходните десетилетия е поставил основите на съвременната математическа логика. Фреге го съветва да се свърже с Ръсел, макар че откритият от него парадокс (парадокс на Ръсел) е подкопал непоправимо собствените му теории. През 1912 г. Витгенщайн отива в Тринити Колидж на Кеймбриджкия университет, за да учи при Ръсел. Той прави силно впечатление на своя учител, както и на близкия с него Джордж Едуард Мур. Витгенщайн започва да работи върху основите на логиката и математическата логика.
През този период основните му интереси са философията, музиката и пътешествията. През 1913 г. бащата на Витгенщайн умира и той наследява значително състояние. Той дарява част от него, първоначално анонимно, на австрийски художници и писатели, включително Райнер Мария Рилке и Георг Тракл.
С времето Витгенщайн решава, че не може да стигне до корена на най-фундаменталните въпроси в академичната среда. През 1913 г. той се оттегля в отдалечена планинска хижа в Скьолден, Норвегия, до която може да се стигне само на кон. Уединението му помага да се посвети изцяло на работата си и по-късно той разглежда този период като един от най-продуктивните в живота си. Там той пише основен труд за основите на логиката под заглавие Logik, непосредствен предшественик и източник на голяма част от „Логико-философския трактат“.

### Първата световна война и „Трактата“ (1914 – 1922)
Избухването на Първата световна война през следващата 1914 година напълно изненадва Витгенщайн, тъй като той живее съвсем изолирано. Той се включва като доброволец в армията на Австро-Унгария, като първоначално служи на кораб, а след това в артилерийска работилница. През 1916 г. е изпратен в артилерийски полк на руския фронт, където получава няколко медала за храброст. Дневниците му от това време отразяват презрението му към примитивността на другите войници.
През цялото време на войната Витгенщайн съхранява тетрадки, в които често записва философски и религиозни размишления, както и лични бележки. В началото на службата си той прочита коментара на Евангелията на Лев Толстой и става убеден, макар и измъчван от съмнения, християнин. Работата му върху „Logik“ започва да придобива етично и религиозно значение. С това ново внимание към етиката, комбинирано с предишния му интерес към логическия анализ и с впечатленията му от войната, работата на Витгенщайн от Кеймбридж и Норвегия се трансформира в материала, който по-късно се превръща в „Трактата“.
През 1918 г., към края на войната, Витгенщайн е повишен в лейтенант и е изпратен в артилерийски полк в Северна Италия. Там той е пленен от италианците, които намират у него немски ръкопис, озаглавен „Logische-Philosophische Abhandlung“. Този ръкопис по-късно се превръща в „Трактата“. След намесата на кеймбриджките му приятели Витгенщайн получава достъп до книги, подготвя ръкописа и го изпраща в Англия. Ръсел го оценява като труд с висока философска стойност и след освобождаването на Витгенщайн през 1919 г., двамата се заемат с подготовката на издаването му. С участието на автора е направен превод на английски, първоначално от Франк Рамзи, а след това от Огдън. След спорове как най-добре да бъде преведено заглавието, Джордж Едуард Мур предлага „Tractatus Logico-Philosophicus“, алюзия за „Tractatus Theologico-Politicus“ на Барух Спиноза. Ръсел, като един от водещите англоезични философи, пише предговор, който трябва да придаде тежест на книгата. Въпреки това трудностите остават. Витгенщайн развива лична неприязън към Ръсел и не харесва неговия предговор, който според него показва фундаментално неразбиране на „Трактата“. Разочарованието му нараства, тъй като се оказва трудно да бъдат намерени заинтересовани издатели. За да направят нещата още по-неприятни, издателите, които проявяват интерес, го правят най-вече заради предговора на Ръсел. Най-накрая през 1921 г. природонаучното списание, редактирано от Вилхелм Оствалд, „Annalen der Naturphilosophie“ публикува немския текст. През 1922 г. е направено двуезично издание с предговора на Ръсел и превода на Рамзи и Огдън.

### След „Трактата“(1922 – 1929)
Тъй като Витгенщайн е убеден, че „Трактата“ е разрешил всички проблеми на философията, той се завръща в Австрия и става начален учител в селата Тратенбах, Пухберг ам Шнеберг и Отерхал. Той е привърженик на методите на Австрийското движение за училищна реформа, което се застъпва за стимулиране на естественото любопитство на децата и за развитието на независимото им мислене, вместо простото запаметяване на факти. По това време той съставя правописен и правоговорен речник, който е единствената книга, наред с „Трактата“, която публикува, докато е жив.
Преподавателските методи на Витгенщайн са строги и взискателни и учениците му получават образование, рядко срещано в бедните селски училища. Въпреки това Витгенщайн съвсем не е търпелив с по-бавните си ученици, а строгите му дисциплинарни методи, често включващи телесни наказания, както и общото мнение сред селяните, че той е малко луд, довеждат до остри спорове с родителите на някои ученици. През този период той получава пристъпи на депресия и през април 1926 г. се завръща във Виена, решил, че се е провалил като учител.
През следващите месеци той работи като помощник градинар в един манастир край Виена, като обмисля възможността да стане монах и дори проучва изискванията за присъединяване към ордена. По време на разговора обаче го убеждават, че няма да намери в манастирския живот това, което търси.
Две събития помагат на Витгенщайн да излезе от това депресирано състояние. Първото е поканата от сестра му Маргарет Стоунбъро да работи по проектирането и строителството на нейната нова къща. Заедно с архитекта Паул Енгелман, с когото се сприятелява по време на войната, той проектира модернистична сграда в стила на Адолф Лоос. Витгенщайн е погълнат от процеса на проектиране и достига до най-малките детайли, като дръжки на врати и точното разположение на радиаторите. Като произведение на модернистичната архитектура къщата предизвиква високи оценки. (През 1975 г. сградата бива придобита от България и оттогава в нея се помещава неин културен център.)
Второто събитие, към края на работата по къщата, е срещата на Витгенщайн с Мориц Шлик, една от водещите фигури в новосформирания Виенски кръг. „Трактата“ оказва голямо влияние върху развитието на виенския позитивизъм и, макар че Шлик никога не успява да въвлече Витгенщайн в дискусиите на самия Виенски кръг, той и някои негови колеги, най-вече Фридрих Вайсман, се срещат с Витгенщайн, за да обсъждат философски въпроси. Той често е раздразнен от тези срещи, тъй като смята, че Шлик и колегите му разбират напълно погрешно „Трактата“ и понякога дори отказва изобщо да разговаря с тях. Въпреки това контактът с Виенския кръг възражда интереса на Витгенщайн към философията. Той се запознава и с Франк Рамзи, млад философ на математиката, който пътува неколкократно от Кеймбридж до Австрия, за да се среща с Витганщайн и Виенския кръг. В хода на тези разговори Витгенщайн започва да мисли, че може би в „Трактата“ има някои „груби грешки“, което поставя началото на втория етап от философската му дейност, заела остатъка от неговия живот.

### Завръщане в Кеймбридж (1929 – 1947)
През 1929 г. Витгенщайн решава, подтикнат от Рамзи и други, да се завърне в Кеймбридж. Той вече е добил известно реноме там благодарение на Ръсел, Мур, Рамзи и други техни колеги. Когато пристига, те дори го чакат на гарата, а в свое писмо Кейнс саркастично пише: „Ами, Господ пристигна. Посрещнах го във влака от пет и четвърт.“
Въпреки своята слава Витгенщайн не може да започне работа в Кеймбридж, тъй като няма диплома, поради което кандидатства като напреднал студент. Ръсел отбелязва, че предишният му престой е достатъчен за докторска степен и го подтиква да представи „Трактата“ като докторска дисертация, което той прави същата година. Изпитът е проведен от Ръсел и Мур и към края на защитата Витгенщайн ги потупва по раменете и казва: „Не се притеснявайте, знам, че никога няма да го разберете“. Витгенщайн е назначен за преподавател в Тринити Колидж.
Политическите симпатии на Лудвиг Витгенщайн клонят към левицата и, макар че се противопоставя на марксистката теория, той се описва като „комунист по душа“ и идеализира живота на работниците. През 1934, привлечен от описанието на Кейнс на съветската действителност в Short View of Russia, той обмисля идеята да емигрира в Съветския съюз със своя близък приятел (или любовник) Френсис Скинър. Те посещават уроци по руски и през 1935 Витгенщайн пътува до Ленинград и Москва, опитвайки се да си намери работа. Предлагат му преподавателски места, но той предпочита ръчна работа и се завръща след триседмичен престой.
От 1936 до 1937 г. Витгенщайн отново живее в Норвегия и работи върху „Философски изследвания“. След оттеглянето на Мур през 1939 г. той оглавява катедрата по философия в Кеймбридж, а малко по-късно получава британско гражданство.
По това време възгледите на Витгенщайн за основите на математиката са се променили чувствително. По-рано той смята, че логиката може да бъде солидна основа и дори обмисля да адаптира Principia Mathematica на Ръсел и Уайтхед. Сега той отхвърля наличието на математическите факти и отрича истинността на математическите твърдения в някакъв реален смисъл – те просто изразяват установени конвенции за определени символи. Той също отрича, че противоречието трябва да се смята за фатален недостатък в дадена математическа система. Той провежда поредица лекции, посетени и от Алън Тюринг, по време на които двамата спорят разгорещено по тези въпроси.
За известно време през Втората световна война Витгенщайн напуска Кеймбридж, за да работи в болници в Лондон и Нюкасъл. Той преподава в Кеймбридж до 1947, когато се оттегля, за да се занимава с писане. Витгенщайн никога не се включва в обществения живот на университета и дори убеждава някои от своите студенти да се откажат от академична кариера.

### Последни години (1947 – 1951)
По-голямата част от късните произведения на Витгенщайн са писани на западното крайбрежие на Ирландия в предпочитаното от него провинциално уединение. През 1949 г., когато се установява, че е болен от рак на простатата, той е написал по-голямата част от посмъртно публикуваните Philosophische Untersuchungen („Философски изследвания“), които според някои са най-важният му труд. Той прекарва последните две години от живота си във Виена, Съединените щати, Оксфорд и Кеймбридж. Витгенщайн не спира да работи върху нови текстове, вдъхновени от разговорите му с неговия бивш студент Норман Малкълм. Тези бележки са събрани и публикувани посмъртно под заглавието „On Certainty“.
Витгенщайн умира на 29 април 1951 година в Кеймбридж на 62-годишна възраст. Последните му думи са: „Кажете им, че живях щастливо“.

## Хомосексуалност
Американският философ Уилям У. Бартли пръв повдига въпроса за хомосексуалността на Витгенщайн в биографията, която пише за него през 1973 г. Философската общност реагира с неодобрение и цензура.
Витгенщайн бил изключително прикрит и потаен относно своя интимен живот и това е закономерно в светлината на криминалния статус на хомосексуалността в Австрия и Великобритания по неговото време. Изглежда обаче, че като студент във Виена, Витгенщайн е посещавал популярни сред хомосексуалните мъже явки в парка Пратер, където се срещал с младежи. Тази си дейност е продължил и по-късно в Англия. Смята се, че е имал и дълготрайни връзки с мъже от своя клас, като Франк Рамзи и архитекта Франсис Скинър. Възможно е Витгенщайн да е бил и бисексуален, доколкото от 1926 до 1931 г. поддържа връзка с швейцарка на име Маргьорит Респингер. Изглежда, че сериозно е обмислял дали да се ожени за нея.

## Произведения
В качеството си на философ Витгенщайн публикува единствено своя „Трактат“ и една статия. През целия си живот обаче той записва свои мисли и идеи, от които се опитва да състави приемлива за себе си и за публиката книга. Тъй като не постига удовлетворителен резултат, записките му са публикувани посмъртно в няколко книги съставяни и редактирани и от други. Освен тях, от бележките на студенти са реконструирани негови лекции, които също се издават с неговото име. Лекциите са били водени на английски език, докато собствените си записки Витгеншайн обикновено прави на немски.
През 2005 г. е публикуван в двуезично издание текст от архива на Витгенщайн, известен като „TS213“ или „Големият машинописен текст“. Обемът му надхвърля 500 страници и той е бил изготвен през 1933 г. във Виенско машинописно бюро; Витгенщайн веднага започва да го редактира, но впоследствие се отказва от проекта и по-нататък използва на различни места само фрагменти от него.
Университетът в Берген организира през 1990 „Витгенщайнов Архив“ (The Wittgenstein Archives at the University of Bergen (WAB), който е дигитализиран и по-късно се разпространява чрез съвременни средства. През 2017 Философското наследство (Nachlass) на Витгенщайн е включено в UNESCO Memory of the World list.